# Tharot
Tharot este o comună în departamentul Yonne, Franța. În 2009 avea o populație de 94 de locuitori.

## Evoluția populației
| An        | 1975 | 1982 | 1990 | 1999 | 2006 | 2009 |
| --------- | ---- | ---- | ---- | ---- | ---- | ---- |
| Populație | 107  | 102  | 115  | 111  | 101  | 94   |